# Bassersdorf
Bassersdorf är en ort och kommun i distriktet Bülach i kantonen Zürich, Schweiz. Kommunen har 12 186 invånare (2023).
I kommunen finns även ortsdelen Baltenswil.